# Delphinbuch
Die Delphinbücher sind eine Reihe von Sammelbänden mit Beiträgen zur Geschichte der Stadt Konstanz und ihrer unmittelbaren Nachbarschaft auf deutscher und schweizerischer Seite. Herausgegeben werden sie vom Delphin-Kreis, einem informellen Zusammenschluss von meist fünf Konstanzer Geschichtsfreunden, die sowohl die Mehrzahl der Beiträge verfassen als auch die Redaktion besorgen.

## Name
Die Bände 1 (1986) bis 4 (1995) erschienen als „Konstanzer Beiträge zu Geschichte und Gegenwart. Neue Folge“. Dieser Titel spielt auf die „Konstanzer Beiträge zur badischen Geschichte“ (oder „Konstanzer Geschichtliche Beiträge“) an, die der Konstanzer Gymnasialprofessor Philipp Ruppert (1842–1900) zwischen 1888 und 1899 in 5 Bänden herausgab. Von Band 5 (1997) an lautet der Haupttitel „Das DelphinBuch“, in Anlehnung an das Haus „Zum Delphin“ in der Konstanzer Altstadt (Hussenstraße 14) als dem Gründungsort des Delphin-Kreises.

## Inhalt
Die Delphinbücher sind ein Forum für die Darstellung und Vermittlung der (überwiegend jüngeren) Konstanzer Stadtgeschichte und der Baugeschichte beziehungsweise Stadtentwicklung. Bislang sind 12 Bände mit insgesamt 130 Beiträgen auf nahezu 3000 Seiten erschienen. Schwerpunkte sind (1.) die Bau- und Nutzungsgeschichte historischer Gebäude sowie einzelner Straßenzüge und Quartiere, (2.) die Geschichte ganzer Stadtteile und Siedlungsplätze im Stadtgebiet, (3.) Personengeschichte (einerseits als Biographien, andererseits in der Form persönlicher Erinnerungen, zumal an die Kriegs- und Nachkriegszeit), (4.) Kunst (neben der Fotografie einige weniger beachtete Kunstformen wie Schülerpostkarten und Exlibris) und Kultur (v. a. Fastnacht), (5.) Überblicksdarstellungen (z. B. Konstanzer Friedhöfe, Wirtschaftsbetriebe in Stadt und Landkreis Konstanz). Die südlich von Konstanz im schweizerischen Thurgau gelegenen Nachbarorte sind regelmäßig berücksichtigt.